# Mątki (województwo warmińsko-mazurskie)
Mątki (dawniej niem. Mondtken) – wieś na Warmii w Polsce położona w województwie warmińsko-mazurskim, w powiecie olsztyńskim, w gminie Jonkowo. W latach 1975–1998 miejscowość administracyjnie należała do województwa olsztyńskiego.
Nazwa Montken (Mątki) wzięła się od imienia pierwszego sołtysa i zasadźcy Prusa o imeniu Munten.

## Historia wsi

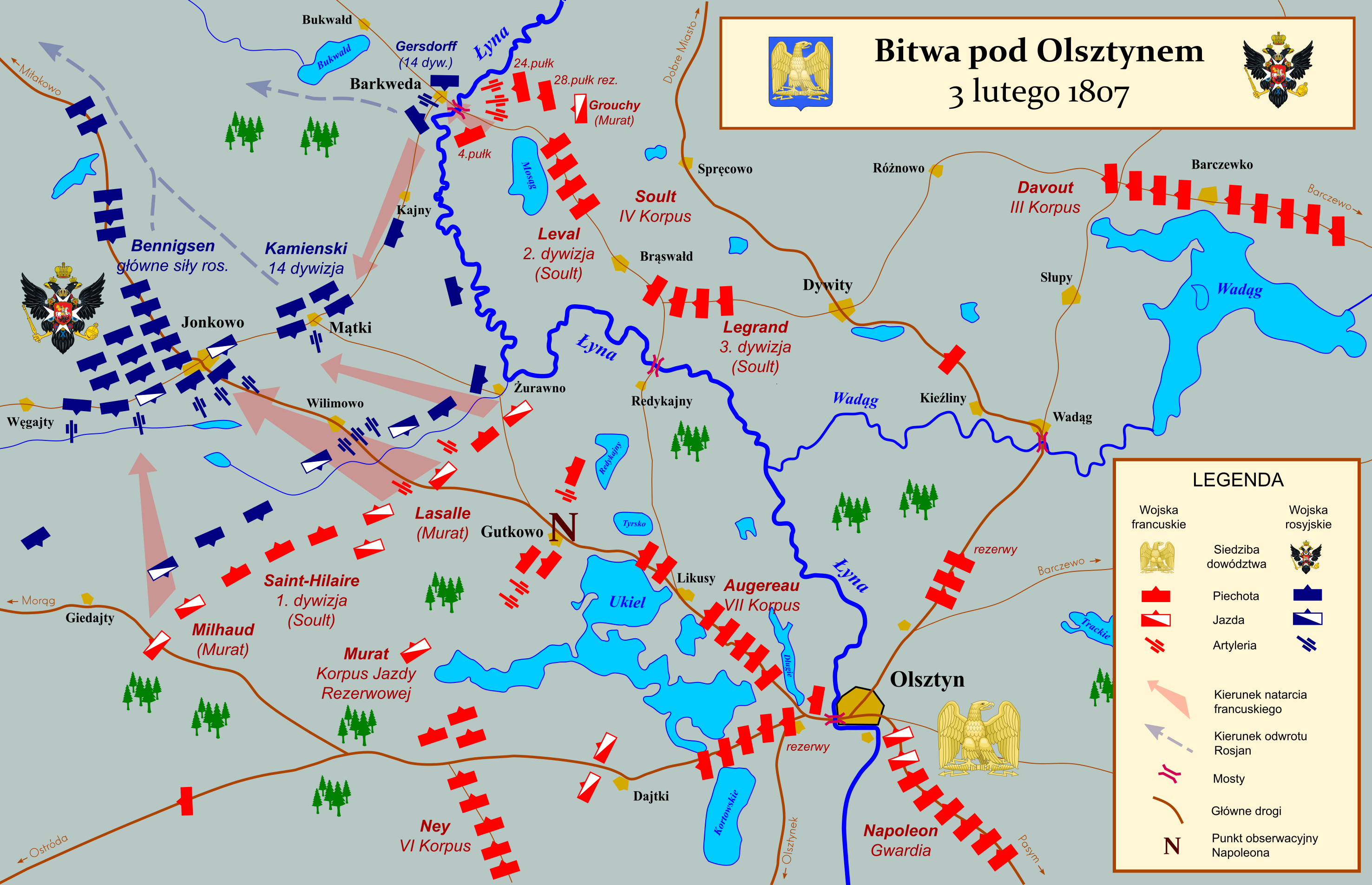
Plan bitwy pod Olsztynem (3-4 lutego 1807)

Wieś pod pierwotna nazwą Hoenfelt została założona przez Kapitułę Warmińską w 1348 r., na pruskim terytorium Gudikus, na 50 włókach. Akt lokacyjny na prawie chełmińskim został wystawiony dnia 14 sierpnia 1352 we Fromborku. Zasadźcą i pierwszym sołtysem był Prus Munten. Otrzymał 5 włók wolnych i 12 lat wolnizny dla wsi, ponadto przydzielono mu dwie włóki leśne z wolnizną. Od jego imienia przyjęła się nazwa wsi – Montken (początkowo wieś nazywano Hoenfelt, później Monthendorf i w końcu Mondken). Munten otrzymał ponadto przywilej na założenie karczmy (połowa dochodów miała być dla kapituły warmińskiej). W 1445 r. kapituła sprzedała 11 włók na prawie pruskim z jedna służbą konną w zbroi (z wolnizną na 30 lat). Wspomniane włóki w 1552 r. kupił na prawie magdeburskim Lazarus Lauterwald, burgrabia z Pieniężna. W 1594 r. wydano odnowiony akt lokacyjny wsi i przywilej na założenie karczmy a w 1638 r. kolejny raz.
W roku 1782 liczyła 32 mieszkańców, a przyrost naturalny był dodatni aż do 1895 r. Aktualnie wieś liczy około 400 osób i ciągle się rozrasta. W latach 1516–1521 wieś została kilka razy odwiedzona przez Mikołaja Kopernika, który jako administrator dóbr kapituły warmińskiej dokonywał lokalizacji nowych gospodarstw.
3 lutego 1807 r. w czasie bitwy pod Olsztynem w Mątkach stacjonowały wojska rosyjskie, ściślej 14. dywizja gen. Kamienskiego. Na drugi dzień rano, pod rozbiciu Rosjan, część korpusu napoleońskiego pod dowództwem gen. Soulta wyruszyła ze wsi Barkweda w kierunku Mątek. Była tu również rozlokowana część armii francuskiej. 
W 1825 r. asesor rejencji królewieckiej Reinhold Bernhard Jachman odbyła się wizytacja szkół powiatu olsztyńskiego, w szkole w Mątkach nauczał Piotr Fresa. Według kroniki parafialnej kościoła w Jonkowie wieś zamieszkana była prawie w całości przez ludność pochodzenia polskiego. W latach 1860–1866 w Mątkach panowała epidemia cholery, która pochłonęła liczne ofiary. Zmarłych chowano po lewej stronie drogi na Olsztyn, ten swoisty cmentarz został zlikwidowany w 1911 r. w związku z przebudową drogi. Dezynfekcję wsi przeprowadził Bernard Sabelek, a mieszkańcy Mątek złożyli ślubowanie, że corocznie 16 sierpnia w dzień św. Rocha będą pielgrzymować do kościoła w Jonkowie.
W okresie kulturkampfu (lata 70. XIX w.) z powodu zamknięcia kościoła w Jonkowie nabożeństwa odbywały się w Gutkowie, a później w Brąswałdzie. W 1892 r. Mątki nawiedził duży pożar, prawdopodobną przyczyną było zaprószenie ognia w zabudowaniach zajmowanych później przez Pawła Puffa. Pożar strawił większość budynków, mieszkańcy byli wtedy na mszy w Jonkowie lub na odpuście w Szulewize (Międzylesie). Budynki odbudowane po pożarze powstawały w latach 1894-1905. Przed II wojną światową istniała w Mątkach 8-klasowa szkoła niemiecka zatrudniająca 3 nauczycieli oraz niemieckie przedszkole, którego kierowniczką była pani Certa.
Zimą 1945 r. w pobliżu wsi miało miejsce starcie wojsk radzieckich i niemieckich. Zginęło około 250 osób, w tym część ludności cywilnej. Poległych pochowano po obu stronach drogi do Jonowa. Przez pewien czas istniał tam cmentarz, który zlikwidowano po ekshumacji ciał i przeniesieniu ich do Jonkowa i Olsztyna.
W 1992 r. powstała kaplica św. Walentego, podlegająca parafii w Jonkowie.

## Zabytki
We wsi znajdują się dwie kapliczki.
- Pierwsza w środku wsi a druga naprzeciw szkoły. Pierwsza powstała pod koniec XVII w. Była początkowo z drewna a po pożarze z 1896 r. została odbudowana z cegły. W kapliczce była kiedyś figura św. Barbary, patronki dobrej śmierci a później w górnej części krucyfiks i dzwon, natomiast w dolnej Matka Boska z Dzieciątkiem Jezus, trzymającym w ręku kulę ziemską. W 1945 r. została uszkodzona przez pocisk artyleryjski, odrestaurował ją w 1951 r. Franciszek Dolewski i murarz Jan Redzkich. Po raz drugi została gruntownie odnowiona w 1973 r. dzięki pracy i ofiarności mieszkańców wsi.

- Druga kapliczka została wzniesiona w 1851 r. przez Jana Hanowskiego. Dolna część wykonana była z kamienia polnego, natomiast górna z niewypalonej cegły. Remontował ją w 1928 r. Piotr Falk a odbudowała od fundamentów w 1958 r. rodzina Wilkowskich. Obecnie w górnej części kapliczki znajduje się lastrykowy krucyfiks a we wnęce stoi figura Matki Boskiej. Z tyłu została wmurowana deska z metalowym krucyfiksem oznaczonym datą 1856 i narzędziami męki Pańskiej. W dolnej części jest lastrykowa płyta z kwiatami i inicjałami A.M. („Ave Maria”). Kapliczka poświęcił 1 maja 1958 r. ksiądz Jan Hanowski przy udziale proboszcza Golubskiego i mieszkańców wsi.

## Ludzie związani z miejscowością
- Jan Hanowski – duszpasterz urodzony w Mątkach